# Cronologia de la tecnologia del transport
El que segueix és una cronologia de la tecnologia del transport al llarg de la història.

## Antiguitat
- Edat de Pedra – Les embarcacions com els caiucs i similars, basades en un tronc d'arbre buidat, daten de temps remots en diverses parts del món.[1]

- 3700 aC: Els botai domestiquen cavalls i els usen per transport.[2]
- 3500 aC: La roda i el carro es desenvolupen a Mesopotàmia[3]
- 3000 aC: Els egipcis naveguen a vela pel riu Nil.[4]
- 2000 aC: Apareix el carro de guerra a la cultura d'Andrónovo[5]
- 600 aC: Periandre de Corint construeix el Diolkos, que permetia als vaixells travessar per terra l'Istme de Corint.[6]
- 500 aC: Cir II el Gran desenvolupa el sistema de correus a cavall a l'imperi Aquemènida. I construeix una gran xarxa de carreteres per tot l'imperi.[7][8]
- 332 aC: Setge de Tir. Una mena de barril de vidre tancat permetria baixar a poca profunditat i durant el poc temps que l'aire encara seria respirable en l'interior per veure el paisatge submarí i fer-ne observacions.[9]
- 312 aC: Roma inicia la construcció de la Via Àpia[10]
- 236 aC: Vitruvi documenta el primer ascensor, construït per Arquimedes.[11][12]
- 214 aC: Qin Shi Huangdi inicia la construcció del Canal de Lingqu[13][14]
- 200: Zhuge Liang inventa el fanal de Kongming, el primer globus d'aire calent.[15][16]

## Edat mitjana
- Segle VIII – Els carrers de Bagdad es pavimenten amb quitrà[17]
- Finals del segle ix – El kamal s'inventa a l'Índia[18]
- 1044 – S'inventa la brúixola a la Xina[19]
- 1232 - Primers usos militars documentats de coets a la batalla de Kaifeng per les tropes xineses.[20]
- 1350: La brúixola amb agulla pivotant és inventada per Ibn al-Shatir el 1350[21]
- Finals del segle XV - Vaixells europeus són capaços de creuar oceans.

## Seglexvii
- 1620: Cornelius Drebbel construeix el primer submarí conegut, impulsat amb rems.[22]
- 1662: Blaise Pascal inventa un sistema d'autobus tirat per cavalls amb ruta regular, horari i tarifes a París.[23]
- 1672: Ferdinand Verbiest construeix el primer vehicle operat amb màquina de vapor.[24][25]

## Seglexviii
- 1769: Nicolas-Joseph Cugnot aconsegueix fer funcionar una versió del seu Fardier à Vapeur ("cotxe de vapor"), per transportar artilleria.[26]
- 1776: El submarí Turtle, construït per David Bushnell, primer submarí mogut amb una hèlix de cargol que s'accionava manualment falla el primer atac submarí contra el HMS Eagle durant la Campanya de Nova York i Nova Jersey.[27]
- 1783: 
  - Els Germans Montgolfier enlairen els primers globus[28]
  - Jacques Charles i Anne-Jean Robert i Nicolas-Louis Robert llencen el primer globus d'hidrogen[29]
- 1784: William Murdoch construeix un model funcional de carruatge a vapor a Redruth, Cornualla (Gran Bretanya)[30]

## Segle XIX

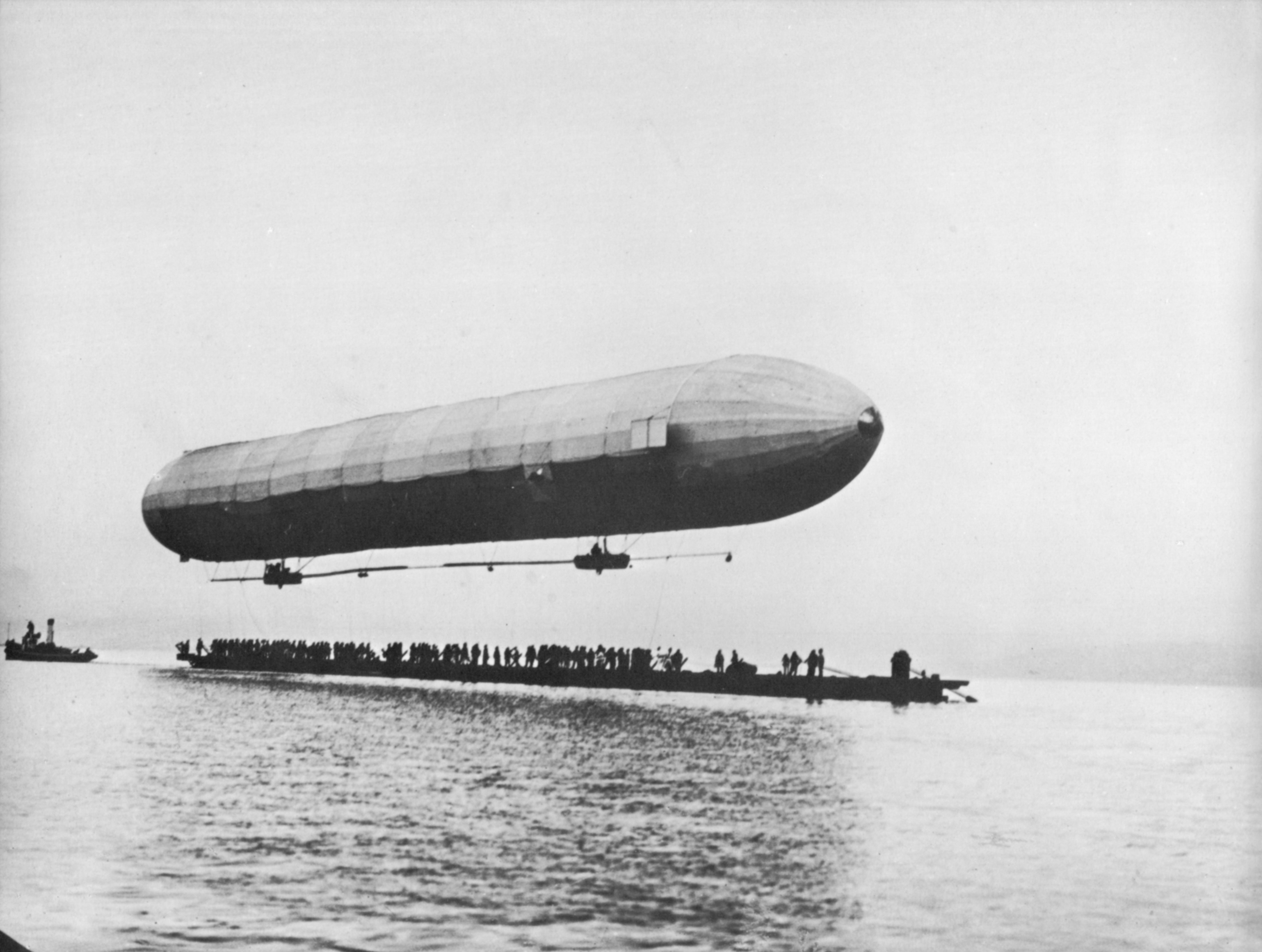
Zeppelin 1900

- 1801: Richard Trevithick construeix una locomotora de carretera a Camborne[30]
- 1803: Richard Trevithick construeix el London Steam Carriage per 10 passatgers[30]
- 1803: El Charlotte Dundas, construït per William Symington i generalment considerat el primer vaixell de vapor, fa el seu primer viatge.[31]
- 1804: Richard Trevithick construeix la primera locomotora de la història que corria satisfactòriament per carrils.[32]
- 1804: Oliver Evans afirma haver fet funcionar un vehicle amfibi.[33]
- 1807:
  - El North River Steamboat de Robert Fulton, el primer vaixell de vapor comercial fa el primer viatge.[34]
  - Nicéphore Niépce instal·la el Pyréolophore, el primer motor de combustió interna i remunta amb èxit el corrent al riu Saona.[35]
  - François Isaac de Rivaz construeix un motor de combustió interna propulsat per una mescla d'oxigen i hidrogen, amb ignició per guspira elèctrica.[36]
- 1814: George Stephenson construeix la primera locomotora de vapor que funciona sobre rails.[37]
- 1816: L'inventor de la bicicleta, Karl Drais, circula amb la seva màquina pels dominis del duc de Baden.[38]
- 1819: El SS Savannah es converteix en el primer vaixell híbrid que travessar l'oceà Atlàntic, arribant a Liverpool des de Savannah, Georgia.[39]
- 1838: El SS Great Western d'Isambard Kingdom Brunel és el vaixell de vapor que inaugura la primera línia el primera línia regular de vapors transanlàntics.[40]
- 1852: Elisha Graves Otis inventa un dispositiu de seguretat que evita la caiguda en cas de trencament del cable de subjecció.[41]
- 1853: George Cayley construeix i prova la primera nau voladora més pesada que l'aire, un planador.[42]
- 1862: Étienne Lenoir crea un automòbil mogut per gasolina[43]
- 1867 – S'inventa la primera motocicleta[44]
- 1868
  - George Westinghouse inventa el fre d'aire comprimit per trens.[45]
  - Louis-Guillaume Perreaux instal·la un motor de vapor de Pierre Michaux a un velocípede.[46]
- 1880: Werner von Siemens construeix el primer ascensor elèctric.[47]
- 1894: Hildebrand & Wolfmüller es converteix en la primera motocicleta disponible al mercat.[48]
- 1896: Jesse W. Reno construeix la primera escala mecànica a Coney Island[49]
- 1897: Es crea el Turbinia, primer vaixell amb turbina de vapor creat per Charles Parsons[50]
- 1897: La primera bicicleta elèctrica és construïda per Hosea W. Libbey.[51]

- 1900: Ferdinand von Zeppelin construeix el primer dirigible que vola amb èxit[52]

## Segle XX
- 1903

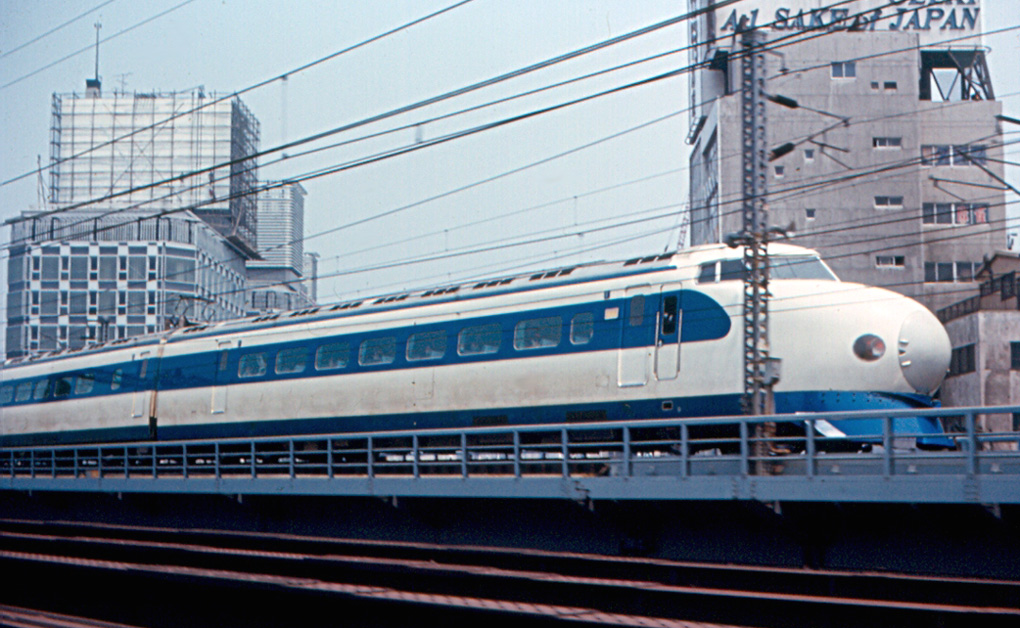
Shinkansen, Tòquio, 1967

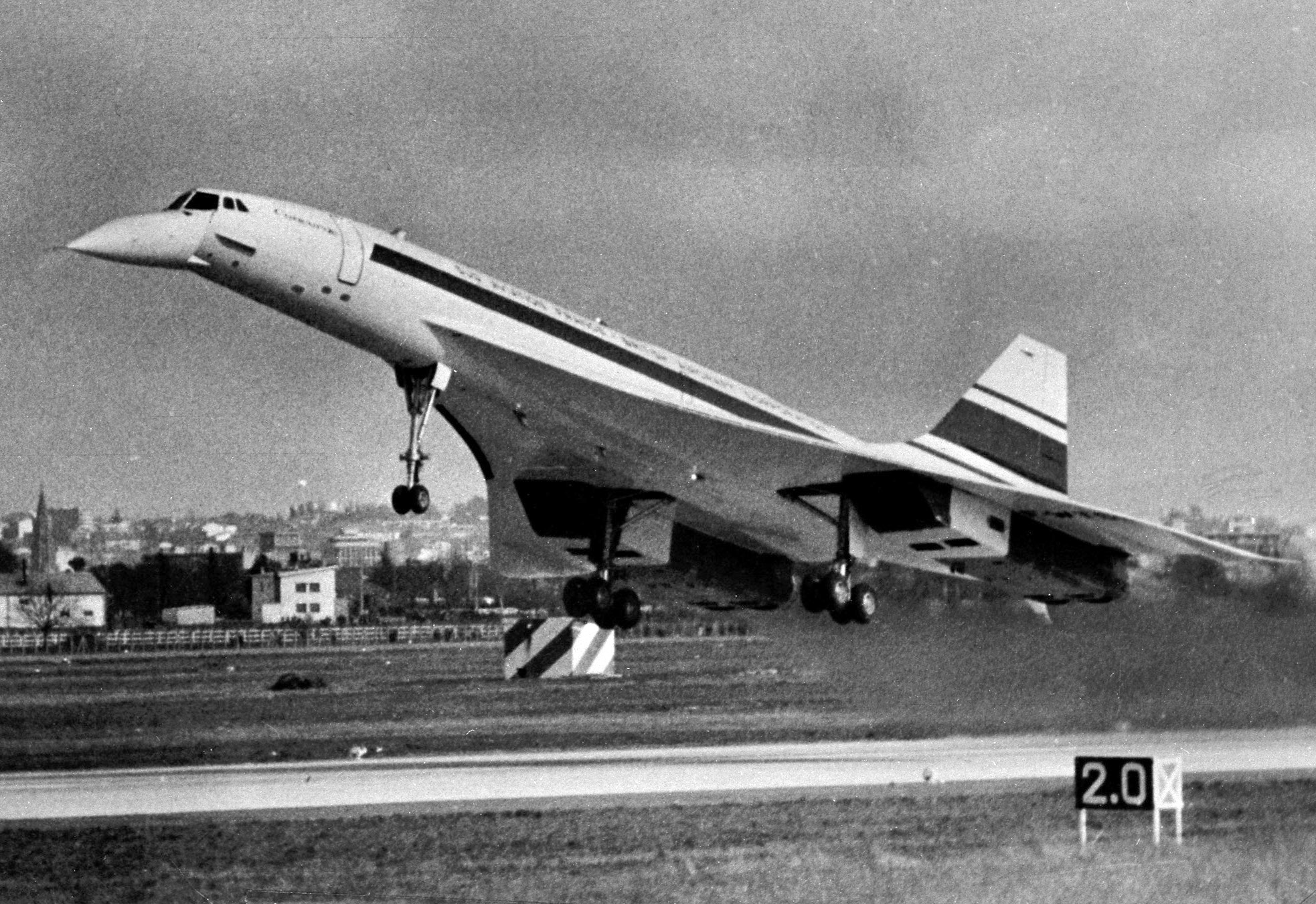
Concorde, 1969

  - Orville Wright i Wilbur Wright volen amb el primer avió de motor.[53]
  - El motor Diesel és provat per Rudolf Diesel, Adrian Bouchet i Frederic Dyckhoff en un canal francès.[54]
- 1908: Henry Ford desenvolupa la cadena de producció[55]
- 1911: El Selandia es converteix en el primer vaixell oceànic que navega amb un motor dièsel[56]
- 1912: Robert Hutchings Goddard desenvolupa el coet de combustible líquid[57]
- 1935: Primer vol del Douglas DC-3[58]
- 1942: El míssil balístic V-2 cobreix una distància de 200 km.[59]
- 1947: Primer vol tripulat a velocitat supersònica[60]
- 1955: És avarat[61] el primer submarí propulsat amb un reactor nuclear, el USS Nautilus (SSN-571)[62]
- 1956 - Entra en servei l'Ideal X, el primer vaixell portacontenidors.[63]
- 1957
  - Spútnik 1, el primer satèl·lit artificial posat en òrbita[64]
  - Primer vol del Boeing 707, el primer avió comercial a reacció[65]
- 1961 – Vostok 1, programa espacial Vostok, el primer projecte espacial tripulat soviètic, dissenyat per l'equip d'enginyers encapçalat per Serguei Koroliov i la supervisió de Kerim Kerimov i altres,[66] fa una òrbita al voltant de la Terra.
- 1964 - Shinkansen
- 1969
  - Primer vol del Boeing 747.
  - Primer aterratge tripulat a la Lluna
- 1971 – Saliut 1, la primera estació espacial tripulada.[67]
- 1976 – El Concorde fa el primer vol comercial amb passatgers a velocitat supersònica[68]
- 1981 – Primer vol del Transbordador espacial[69]
- 1985 - Sinclair C5.
- 1994 - Obre l'Eurotúnel que travessa el canal de la Mànega[70]

## Segle XXI
- 2001 - Es presenta el Segway PT, un vehicle de transport lleuger, giroscòpic, elèctric, a dues rodes, autobalancejat, controlat per ordinador, inventat per Dean Kamen[71]
- 2003 – El primer Tren Maglev comercial connecta Shanghai i el seu aeroport.[72]
- 2004 - Primer vol espacial del SpaceShipOne, la primera nau espacial de capital privat.[73]